# Seungmin
Kim Seungmin (hangeul: 김승민 ), né le 22 septembre 2000 à Séoul, en Corée du Sud et connu sous le nom de scène Seungmin (승민), est un chanteur,danseur et rappeur sud-coréen. Il est membre du groupe sud-coréen Stray Kids. 

## Biographie
Il fait partie de la sous-unité Vocal Racha, avec I.N., l'unité comptait aussi Woojin, l'ex-membre du groupe.
Souhaitant initialement faire carrière dans le baseball, il a dû arrêter à cause d'une blessure et de soucis familiaux. Il s'est donc rabattu sur le chant, qu'il aime également depuis l'enfance. En école primaire, il a rejoint une chorale. Au collège, alors qu'il réfléchissait à ce qu'il devrait faire pour être heureux, il a pensé à la musique, et il a donc étudié et pratiqué le chant pour convaincre ses parents.
Le 15 novembre 2018, il a passé le suneung, examen d'entrée à l'université, en même temps que Hyunjin.
Le 14 février 2019, il a obtenu son diplôme à la Cheongdam High School.